# Franz Kögler
Franz Kögler (1. ledna 1891 Rosendorf – 28. května 1983) byl československý politik německé národnosti a meziválečný poslanec Národního shromáždění za Německou sociálně demokratickou stranu dělnickou v ČSR.

## Biografie
Jeho otec Florian Kögler byl lodním strojníkem. Franz byl od mládí aktivní v dělnických spolcích napojených na rakouskou sociální demokracii. V roce 1909 se stal členem (později krajským důvěrníkem) organizace Verband jugendlicher Arbeiter Österreichs v Podmoklech. V letech 1910–1912 byl úředníkem konzumního spolku, v období let 1912–1914 ředitelem nemocenské pokladny. Za první světové války sloužil v armádě.
V letech 1919–1924 byl redaktorem listu Nordböhmischer Volksbote. V období let 1925–1926 zastával funkci ředitele okresní nemocenské pokladny v Děčíně. Byl členem předsednictva Všeobecného svazu úředníků v Liberci. Zastával funkci krajského tajemníka DSAP. V roce 1938 se stal členem předsednictva strany.
Profesí byl soukromým úředníkem. Podle údajů z roku 1935 bydlel v Podmoklech.
V parlamentních volbách v roce 1935 byl zvolen do Národního shromáždění. Poslanecké křeslo ztratil na podzim 1938 v souvislosti se změnami hranic Československa.
Od září 1938 vedl pasové oddělení byra německé sociální demokracie v Praze. Poté, co zbytek Československa obsadilo Německo, pobýval od roku 1939 v exilu ve Velké Británii. V roce 1940 opustil organizaci exilové německé sociální demokracie z ČSR Treugemeinschaft sudetendeutscher Sozialdemokraten, kterou založil a vedl Wenzel Jaksch. Od roku 1939 byl členem britské Independent Labour Party, která se snažila vyplnit politický prostor mezi reformistickými labouristy a dogmatickými komunisty. V letech 1939–1941 vedl ubytovnu pro exulanty v Londýně. V období let 1942–1952 pracoval jako retušér.
Od roku 1951 měl britské občanství, od roku 1957 zároveň i západoněmecké. V polovině 60. let 20. století se v rámci sudetoněmeckého exilového hnutí vymezil jako odpůrce myšlenek Wenzela Jaksche a jeho Seliger-Gemeinde. V roce 1965 Kögler a Rudolf Zischka publikovali prohlášení, ve kterém se vyslovili proti spolupráci s bývalými nacisty v rámci Sudetoněmeckého landsmanšaftu.
Od roku 1977 žil ve Wendoveru ve Velké Británii.